# Comuna de Mordy
Mordy (polaco: Gmina Mordy) é uma gminy (comuna) na Polónia, na voivodia de Mazóvia e no condado de Siedlecki. A sede do condado é a cidade de Mordy.
De acordo com os censos de 2004, a comuna tem 6400 habitantes, com uma densidade 37,6 hab/km².

## Área
Estende-se por uma área de 170,17 km², incluindo:
- área agricola: 74%
- área florestal: 19%

## Demografia
Dados de 30 de Junho 2004:
|                      | Total   | Total | Mulheres | Mulheres | Homens  | Homens |
| -------------------- | ------- | ----- | -------- | -------- | ------- | ------ |
|                      | pessoas | %     | pessoas  | %        | pessoas | %      |
| População            | 6400    | 100   | 3208     | 50,1     | 3192    | 49,9   |
| Densidade (pop./km²) | 37,6    | 100   | 18,9     | 18,9     | 18,8    | 18,8   |

De acordo com dados de 2002, o rendimento médio per capita ascendia a 1217,35 zł.

## Comunas vizinhas
- Łosice, Olszanka, Paprotnia, Przesmyki, Siedlce, Suchożebry, Zbuczyn